# بلواسکای
بلواسکای (انگلیسی: BlueSky) شرکت بازی ویدئویی آمریکایی بود، که در سال ۱۹۸۸ تأسیس شد و در ۲۰۰۱ از میان رفت.